# بنو عکاب (یمن)
 بنو عکاب  (در عربی:  بنو عُکاب )
نام روستایی است در دهستان عَمّار از توابع استان اِب در کشور یمن در شبه جزیره عربستان.

## جمعیت
جمعیت آن (۷۰ ) نفر (۷ خانوار) می‌باشد.